# Stardew Valley
Stardew Valley — компьютерная игра в жанре симулятора жизни фермера с элементами ролевой игры, разработанная геймдизайнером Эриком Барони и изданная Chucklefish Games для Windows в 2016 году. Позже игра была портирована на платформы macOS, Linux, PlayStation 4, Xbox One, Nintendo Switch, iOS и Android.
В начале игры управляемый игроком герой получает в наследство заброшенную ферму в вымышленной долине Стардью. Игра не ставит перед игроком какой-то определённой задачи, но предлагает множество различных занятий: сажать различные растения и ухаживать за ними, разводить скот, заниматься ремеслами, добывать руду, а также участвовать в жизни соседнего городка, зарабатывая игровые деньги для расширения фермы. Stardew Valley создавалась под сильным влиянием серии игр Harvest Moon; единственный разработчик игры Эрик Барони изначально пытался создать программный клон Harvest Moon в качестве упражнения по программированию. Барони потратил на разработку игры около четырёх лет, поддерживая тесную связь с заинтересованными игроками, и продолжал улучшать и дополнять её и после выхода — так, в 2018 году с обновлением 1.3 в игру был добавлен многопользовательский режим.
После выхода Stardew Valley получила положительные отзывы от критиков и в течение нескольких месяцев входила в число самых продаваемых игр в сети Steam. По состоянию на 2024 год её суммарные продажи на всех платформах достигли 35 миллионов копий.

## Игровой процесс

В Stardew Valley в распоряжении игрока оказывается ферма, на которой он может выращивать урожай и разводить животных.

Stardew Valley представляет собой симулятор фермера, напоминающий игры серии Harvest Moon. В начале игрок создает игрового персонажа. Этот персонаж — офисный работник — получает от умершего деда-фермера наследство: участок земли и дом в долине Стардью. Игрок может выбрать один из нескольких возможных вариантов фермы в соответствии со своими предпочтениями: например, на карте с рекой, протекающей рядом с фермой, у него появляется больше мест для ловли более разнообразной рыбы. Изначально ферма представляет собой заброшенный участок, поросший сорняками, деревьями, а также забитый брёвнами и валунами — игроку предстоит расчистить площадку под посадки и сооружения. Выращивание растений и животных на ферме приносит доход, который можно потратить на её дальнейшее развитие.
Игровой персонаж может взаимодействовать с неигровыми персонажами (NPC), населяющими соседний городок, общаться с ними, даже обзавестись мужем или женой и детьми. Среди других занятий, предлагаемых игрой, есть рыбная ловля, кулинария и изготовление ремесленных изделий, а также исследование шахты со множеством процедурно генерируемых уровней, где игрок может искать материалы или залежи руды или сражаться с враждебными существами. Игрок может брать у горожан различные задания, чтобы заработать дополнительные деньги, или собирать коллекции определённых материалов и предметов в обмен на дополнительные награды. Все эти занятия ограничены по времени в рамках каждого игрового дня; если шкала усталости персонажа достигнет нуля, он будет возвращен в дом на ферме и сможет продолжить свои занятия лишь на следующий день. Похожим образом, если будет исчерпана шкала здоровья персонажа, он потеряет случайное количество денег и вещей, однако «проиграть» игру невозможно. В игре используется упрощенный календарь с четырьмя 28-дневными месяцами, каждый из которых представляет собой время года — от этого зависит, какие сельскохозяйственные культуры игрок может выращивать на ферме и какие занятие доступны ему в каждый момент. В Stardew Valley нет определённых сроков или целей, после выполнения которых игра прекратится; хотя на третий игровой год производится оценка фермы — чего игрок добился за предыдущие два года — игра не завершается и может продолжаться неограниченно. В 2018 году в игру был добавлен многопользовательский кооперативный режим, в котором 1-4 игрока могут играть в одном мире через LAN или Интернет. В этом режиме игроки должны заботиться о едином общем хозяйстве, что позволяет им одновременно выполнять разные задания — например, один игрок может заниматься добычей руды, пока его товарищи будут заняты другими работами в других частях фермы.

## Разработка
Stardew Valley была создана американским разработчиком-энтузиастом Эриком Барони, работающим под псевдонимом ConcernedApe. В 2011 году Барони окончил Университет Вашингтона в Такоме по специальности «информатика», но не смог найти работу в отрасли и вместо этого устроился билетером в театр Paramount в Сиэтле. Желая совершенствовать свои навыки программирования в надежде на лучшее трудоустройство в будущем, он задумал создать игру, в разработке которой также мог бы применить свои творческие таланты. Stardew Valley также была задумана как современная альтернатива играм серии Harvest Moon, которая, как посчитал разработчик «значительно ухудшилась после Harvest Moon: Back to Nature». Не найдя удовлетворительной замены своим любимым играм, Барони сам начал работать над игрой в том же духе и позже отмечал, что намеревался «решить проблемы, с которыми сталкивался в Harvest Moon» и что «ни одна игра в серии не собирала вместе всё и сразу, наилучшим образом». Барони также черпал вдохновение в других играх, включая Animal Crossing, Rune Factory, Minecraft и Terraria, добавляя в свой проект различные элементы этих игр, в том числе создание предметов, задания и сражения. Проект так поглотил его, что Барони перестал искать работу и жил на заработки своей девушки Эмбер Хейгеман — они поначалу жили с родителями Барони, потом снимали квартиру-студию в Сиэтле.
Изначально Барони намеревался выпустить игру в системе Xbox Live Indie Games (XBLIG) из-за простоты публикации на этой платформе — «потрачу на разработку пару месяцев, максимум пять-шесть, размещу результат в XBLIG по цене в пару баксов и в итоге заработаю, может, тысячу». В скором времени Барони понял, что хочет создать намного более масштабный проект, чем рассчитывал первоначально. Двухмерные спрайты в Stardew Valley Барони рисовал от руки, а музыку писал в программе Propellerhead Reason. Он работал хаотично — мог с утра сочинять музыку, днём — рисовать персонажей или придумывать механику рыбалки; в любой момент разработчик мог решить, что графика выглядит «отвратительно» и её нужно в очередной раз переделать. В середине 2012 года Барони запустил посвящённый игре сайт и начал рассказывать о проекте на форумах поклонников Harvest Moon, получив положительные отклики.
Хотя первоначально игра разрабатывалась для XBLIG — и, следовательно, приставок Xbox, Барони решил переключиться на персональные компьютеры: аудитория для таких игр там была больше. В сентябре 2012 года Барони разместил Stardew Valley в программе Greenlight компании Valve — это была возможность продвинуть игру в магазин Steam без особых согласований, просто на основе голосования сообщества. Обнаружив большую поддержку от сообщества, Барони занялся полноценной работой над проектом, также пользуясь обратной связью с игроками через форум Reddit и Twitter — это позволило быстро получать отзывы о предлагаемых дополнениях и обсуждать достигнутые результаты. Вскоре после завершения кампании на Greenlight в 2013 году с Барони связался Финн Брайс, руководитель компании Chucklefish, предложив помощь в публикации игры после завершения разработки. Компания Chucklefish также взяла на себя ряд задач, не связанных с разработкой игры, в том числе поддержку сайта и вики по игре. За это компания хотела 10 % от продаж игры — намного меньше, чем другие издатели взимают с разработчиков. По мнению Барони, Chucklefish предложила свою помощь очень вовремя, поскольку в то время он колебался, не использовать ли для привлечения средств систему Steam Early Access. В общей сложности Барони четыре года в одиночку работал над проектом, часто тратя на это по 10 часов в день. Stardew Valley была написана на языке C# с помощью инструментария Microsoft XNA; при этом Барони самостоятельно создал всю двухмерную пиксельную графику и музыкальное сопровождение к игре.
Барони желал добиться для игрока ощущения погружения в жизнь небольшой фермерской общины; он заявлял, что хотел, чтобы Stardew Valley была увлекательной игрой, но одновременно несла в себе «послание из реального мира». В отличие от игр серии Harvest Moon, которые могли закончиться после двух игровых лет, Барони намеренно оставил Stardew Valley без определённого окончания, не связывая игрока ограничениями по времени. Разработчик сознавал, что некоторые игроки будут пользоваться «механическими» способами максимизации урожая и прибыли наподобие электронных таблиц, но высказывал надежду, что большинство игроков потратит время на самостоятельное обучение игровым механикам. Барони также принял решение не включать в игру убой животных и разделку туш на мясо, побуждая игрока давать имена животным, относиться к ним с заботой и вниманием. Если игрок перестает кормить животных и заботиться о них, животные не умирают, а лишь перестают производить продукты.
В 2015 году Барони заявил, что не намерен выпускать предварительные версии игры через систему раннего доступа или принимать деньги за игру до её выхода — с его точки зрения, игра должна была быть выпущена «только один раз» в завершенном виде, со всеми планируемыми возможностями. Игра была выпущена для Microsoft Windows 26 февраля 2016 года. После выхода Барони продолжал работать над игрой, принимая сообщения и жалобы от игроков, исправляя замеченные ошибки и добавляя дополнительные функции; в число планируемых дополнений входят новый игровой контент, поддержка пользовательских модификаций и выпуск на других платформах. Хотя выпущенная в марте 2024 года версия 1.6 была объявлена окончательной, Барони говорил в интервью, что не собирается ставить в разработке точку, и допускал, что будет дорабатывать игру «вечно», добавляя что-то новое.
В мае 2016 года Барони объявил, что компания Chucklefish окажет ему помощь с локализацией игры на другие языки, кроме английского, портированием на платформы macOS, Linux и игровые консоли, а также с техническими аспектами, касающимися игры по сети в кооперативном режиме, что позволит ему сосредоточиться исключительно на первом крупном обновлении контента. Версии для macOS и Linux были выпущены 29 июля 2016 года. Версия для Xbox One была анонсирована в ходе пресс-конференции компании Microsoft на Electronic Entertainment Expo 2016 в июне 2016 года; Барони также заявил, что в разработке находятся версии для консолей PlayStation 4 и Wii U, и все портированные версии должны быть выпущены в четвёртом квартале 2016 года. Версии для PlayStation 4 и Xbox One были выпущены 13 и 14 декабря 2016 года соответственно. В ноябре 2016 года Барони заявил, что вместо версии для Wii U игра будет портирована на более новую консоль от Nintendo — Nintendo Switch. Именно эта версия игры первой из всех версий для консолей должна включить в себя кооперативный многопользовательский режим, хотя он будет добавлен в игру не сразу на запуске, а позже, в виде обновления. Барони также рассматривал возможность портирования игры на PlayStation Vita, но эта платформа не входит в число приоритетных.
Компания 505 Games занималась изданием и распространением версий физических копий Stardew Valley для PlayStation 4, Xbox One и Nintendo Switch. В дополнение к собственно диску или картриджу с игрой эта версия включала в себя карту игрового мира, код для загрузки саундтрека и небольшой путеводитель по игре.

## Отзывы
| Сводный рейтинг    | Сводный рейтинг |
| Агрегатор          | Оценка          |
| ------------------ | --------------- |
| GameRankings       | 89,53 %         |
| Metacritic         | 88/100          |
| Иноязычные издания |                 |
| Издание            | Оценка          |
| Destructoid        | 9,5/10          |
| Game Informer      | 8,7/10          |
| GameRevolution     | [ 34 ]          |
| IGN                | 8,8/10          |
| PC Gamer (UK)      | 80/100          |
| Polygon            | 9/10            |

На сайте-агрегаторе рецензий Metacritic игра получила преимущественно положительные отзывы от критиков. Джесси Сингал, обозреватель The Boston Globe, назвала игру «захватывающей, сделанной с любовью», дающей игроку множество занятий, не принуждая его к одной и той же монотонной работе.
Вокруг Stardew Valley возникло активное сообщество создателей модификаций — различные энтузиасты независимо от разработчика создавали дополнительные объекты и текстуры, которые можно было включить в игру.
Японский геймдизайнер Ясухиро Вада, создатель серии игр Harvest Moon, которая послужила основным источником вдохновения для Stardew Valley, одобрительно отозвался об игре. По словам Вады, он встречался с Барони и сказал ему, что «очень доволен» игрой: выход Stardew Valley означает, что серия Harvest Moon и её идеи не забыты и продолжают жить. Вада упомянул, что игры серии Harvest Moon по мере её развития давали все меньше свободы игроку, хотя графика и анимация и становились лучше — в этом отношении Stardew Valley сохраняет наследие первоначальной Harvest Moon, предоставляя игроку огромную свободу. Сайт Gamasutra включил Барони в число десяти лучших разработчиков игр 2016 года, отметив, что тот «в одиночку» разработал игру, «вдохнувшую новую жизнь в жанр», где по существу властвовала серия Harvest Moon. Журнал Forbes также включил Барони в свой список самых ярких звезд бизнеса младше 30 лет, учитывая успех созданной им в одиночку игры.

### Продажи
В первые два месяца после выхода Stardew Valley стала одной из самых продаваемых игр в Steam: только за две недели через Steam и GOG.com было продано более 400 000 копий игры, а к началу апреля 2016 года — более 1 миллиона копий. По сообщению компании Valve, Stardew Valley вошла в число 24 самых прибыльных игр в Steam в 2016 году. Летом 2018 года, благодаря уязвимости в защите Steam Web API, стало известно, что точное количество пользователей сервиса Steam, которые играли в игру хотя бы один раз, составляет 4 913 541 человек. К январю 2020 года было продано более 10 миллионов копий игры на всех платформах, к сентябрю 2021 — 15 миллионов копий игры, а к маю 2022 — 20 миллионов, из них 13 миллионов приходились на версии для персональных компьютеров. В конце февраля 2024 года Барони сообщил уже о 30 миллионах проданных копий игры.

## Награды
| Год  | Награда                                        | Категория                      | Результат | Ссылки        |
| ---- | ---------------------------------------------- | ------------------------------ | --------- | ------------- |
| 2016 | Golden Joystick Awards 2016                    | Лучшая инди-игра               | Номинация | [ 53 ] [ 54 ] |
| 2016 | Golden Joystick Awards 2016                    | Игра года для ПК               | Номинация | [ 53 ] [ 54 ] |
| 2016 | Golden Joystick Awards 2016                    | Прорыв года                    | Победа    | [ 53 ] [ 54 ] |
| 2016 | The Game Awards 2016                           | Лучшая независимая игра        | Номинация | [ 55 ] [ 56 ] |
| 2016 | Giant Bomb's 2016 Game of the Year Awards      | Лучшая неожиданность           | Номинация | [ 57 ]        |
| 2016 | Giant Bomb's 2016 Game of the Year Awards      | Лучшая игра                    | Номинация | [ 58 ]        |
| 2016 | Game Developers Choice Awards                  | Лучший дебют                   | Номинация | [ 59 ]        |
| 2016 | Independent Games Festival                     | Гран-при имени Шемуса Макнелли | Номинация | [ 60 ]        |
| 2016 | 2017 SXSW Gaming Awards                        | Самый перспективный новый IP   | Номинация | [ 61 ]        |
| 2016 | 13th British Academy Games Awards              | Лучшая игра                    | Номинация | [ 62 ]        |
| 2017 | National Academy of Video Game Trade Reviewers | Игра-симулятор                 | Победа    | [ 63 ]        |
| 2024 | Steam Awards 2024                              | Любимое дитя                   | Номинация | [ 64 ]        |

### Комментарии
1. ↑  PS4, Xbox One, Nintendo Switch, PlayStation Vita
2. ↑  iOS, Android
3. ↑  Мобильные устройства
4. ↑  В начале 2019 года Эрик Барони сформировал небольшую команду разработчиков для обновлений игры. Версии 1.4 и 1.5 были разработаны Эриком Барони и Артуром Ли
5. ↑  Версия 1.4 была разработана Эриком Барони и Алексом Эрландсоном
6. ↑  Код многопользовательской игры